# Владимировка (Баганский район)
Владимировка — село в Баганском районе Новосибирской области. Входит в состав Палецкого сельсовета.

## География
Площадь села — 45 гектар

## Население
| 1976 | 1995 | 2002 | 2007 | 2010 |
| ---- | ---- | ---- | ---- | ---- |
| 292  | ↘237 | ↗253 | ↘226 | ↘199 |

## История
Основано в 1925 году. В 1928 г. посёлок Владимирский состоял из 26 хозяйств, основное население — русские. В составе Ново-Ключевского сельсовета Черно-Курьинского района Славгородского округа Сибирского края.

## Инфраструктура
В селе по данным на 2006 год функционируют 1 учреждение здравоохранения, 1 образовательное учреждение.